# Coulomb (cráter)
.

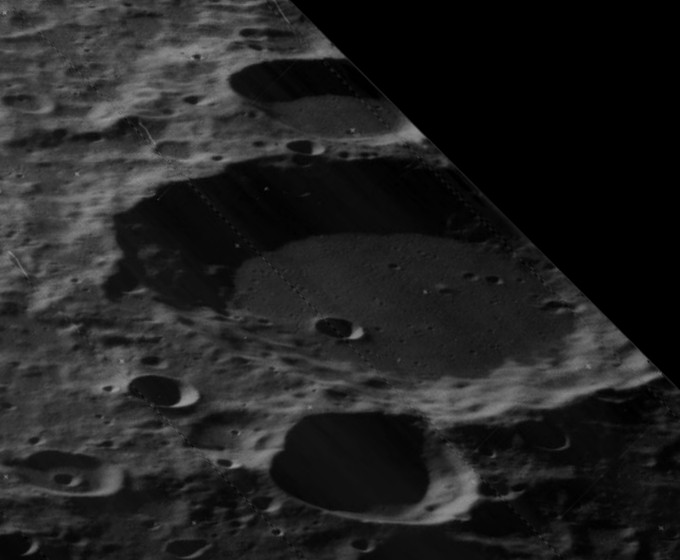
Otra vista oblicua de Coulomb de la misión Lunar Orbiter 5, lado noroeste. Coulomb J delante y Coulomb V al fondo.

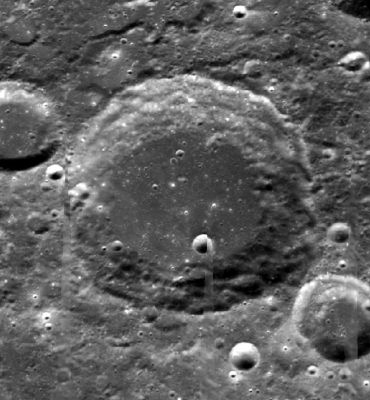
Fotografía de la misión Clementine (1994)

Coulomb es un cráter de impacto que se encuentra detrás de la extremidad noroeste, en la cara oculta de la Luna, al oeste-suroeste del gran cráter Poczobutt, y al noreste de Sarton.
El borde de este cráter aparece ligeramente erosionado, pero mantiene todavía una contorno bien definido y muestra algunos aterrazamientos antiguos en sus anchas paredes interiores. El exterior del cráter también conserva algunas rampas exteriores, que se extienden alrededor de un tercio del diámetro del cráter. El cráter satélite Coulomb V se sitúa justo más allá de la extremidad oeste-noroeste, mientras que en el lado opuesto Coulomb J se encuentra a poca distancia del borde exterior, formando un patrón casi simétrico. Las paredes internas del cráter muestran solo unos pequeños impactos, cada uno de ellos próximo a los dos cráteres satélite antes mencionadas.
Dentro de las paredes internas inclinadas, el suelo del cráter está notablemente a nivel y casi sin rasgos distintivos, al menos en comparación con el terreno más consistente que rodea al cráter. Solo unos pocos cráteres minúsculos marcan esta llanura interior, con un pequeño cráter cerca de la pared interior sur-sureste.
Coulomb se encuentra dentro de la Cuenca Coulomb-Sarton, una depresión de 530 km de ancho resultado de un cráter de impacto del Período Pre-Nectárico.

## Cráteres satélite
Por convención estos elementos son identificados en los mapas lunares poniendo la letra en el lado del punto medio del cráter que está más cerca de Coulomb.
|         | \| Coulomb \| Coordenadas \| Diámetro \| \| ------- \| ------------------------------- \| -------- \| \| C \| 57°24′N 110°48′O / 57.4, -110.8 \| 34 km \| \| J \| 53°06′N 111°36′O / 53.1, -111.6 \| 35 km \| \| N \| 50°36′N 115°48′O / 50.6, -115.8 \| 32 km \| \| P \| 50°30′N 117°24′O / 50.5, -117.4 \| 38 km \| \| V \| 55°36′N 118°06′O / 55.6, -118.1 \| 36 km \| \| W \| 56°30′N 120°24′O / 56.5, -120.4 \| 34 km \| |          |
| Coulomb | Coordenadas | Diámetro |
| C       | 57°24′N 110°48′O / 57.4, -110.8 | 34 km    |
| J       | 53°06′N 111°36′O / 53.1, -111.6 | 35 km    |
| N       | 50°36′N 115°48′O / 50.6, -115.8 | 32 km    |
| P       | 50°30′N 117°24′O / 50.5, -117.4 | 38 km    |
| V       | 55°36′N 118°06′O / 55.6, -118.1 | 36 km    |
| W       | 56°30′N 120°24′O / 56.5, -120.4 | 34 km    |